# Persone di nome Saša
| Questa pagina contiene informazioni ricavate automaticamente dalle voci biografiche con l'ausilio del template Bio e di un bot. L'aggiornamento è periodico e automatico e ricostruisce completamente la pagina. Se manca una persona in questa lista, sei pregato di non aggiungerla, ma accertati piuttosto che la sua voce biografica contenga il template Bio e che i dati anagrafici siano correttamente compilati. Se il template Bio manca, inseriscilo tu stesso o, in alternativa, metti l'avviso {{tmp\|Bio}} che ne segnala la mancanza. Se i dati riportati sono sbagliati, correggi direttamente la voce biografica; le modifiche saranno visibili in questa lista entro pochi giorni. Per chiarimenti vedi il progetto antroponimi. La lista contiene solo le 60 persone che sono citate nell'enciclopedia e per le quali è stato implementato correttamente il template Bio. Pagina aggiornata al 16 ott 2024. |

Questa è una lista di persone presenti nell'enciclopedia che hanno il prenome Saša, suddivise per attività principale.

## Allenatori di calcio(4)
- Saša Gajser, allenatore di calcio e ex calciatore sloveno (Maribor, n. 1974)
- Saša Glavaš, allenatore di calcio e ex calciatore croato (Banja Luka, n. 1972)
- Saša Ilić, allenatore di calcio e ex calciatore serbo (Požarevac, n. 1977)
- Saša Mrkić, allenatore di calcio e ex calciatore serbo (Niš, n. 1967)

## Allenatori di pallacanestro(1)
- Saša Dončić, allenatore di pallacanestro e ex cestista sloveno (San Pietro, n. 1974)

## Calciatori(35)
- Saša Bakarič, ex calciatore sloveno (Celje, n. 1987)
- Saša Balić, calciatore montenegrino (Cattaro, n. 1990)
- Saša Božičič, ex calciatore sloveno (Capodistria, n. 1983)
- Saša Cilinšek, ex calciatore serbo (Novi Sad, n. 1982)
- Saša Ćurčić, ex calciatore serbo (Belgrado, n. 1972)
- Saša Dobrić, ex calciatore serbo (Bencovazzo, n. 1982)
- Saša Drakulić, ex calciatore serbo (Vinkovci, n. 1972)
- Saša Hojski, calciatore croato (Varaždin, n. 1990)
- Saša Ivković, calciatore serbo (Vukovar, n. 1993)
- Saša Jovanović, calciatore serbo (Lazarevac, n. 1991)
- Saša Jovanović, calciatore serbo (Belgrado, n. 1993)
- Saša Kajkut, ex calciatore bosniaco (Banja Luka, n. 1984)
- Saša Kalajdžić, calciatore austriaco (Vienna, n. 1997)
- Saša Ḱiriḱ, ex calciatore macedone (Kumanovo, n. 1968)
- Saša Lukić, calciatore serbo (Šabac, n. 1996)
- Saša Marjanović, calciatore serbo (Niš, n. 1987)
- Saša Marković, calciatore serbo (Brus, n. 1991)
- Saša Mus, ex calciatore croato (Slavonski Brod, n. 1986)
- Saša Novaković, calciatore croato (Osijek, n. 1991)
- Saša Ognenovski, calciatore australiano (Melbourne, n. 1979)
- Saša Papac, ex calciatore bosniaco (Mostar, n. 1980)
- Saša Peršon, ex calciatore croato (Fiume, n. 1965)
- Saša Petrović, ex calciatore jugoslavo (Podgorica, n. 1966)
- Saša Popin, calciatore serbo (Belgrado, n. 1989)
- Saša Radulović, calciatore jugoslavo (Zenica, n. 1978)
- Saša Ranić, ex calciatore sloveno (San Pietro, n. 1981)
- Saša Simić, ex calciatore serbo (Loznica, n. 1969)
- Saša Stamenković, calciatore serbo (Kragujevac, n. 1985)
- Saša Stevanović, ex calciatore serbo (Kragujevac, n. 1974)
- Saša Stojanović, ex calciatore serbo (Pasi Poljana, n. 1983)
- Saša Tomanović, calciatore serbo (Sombor, n. 1989)
- Saša Zdjelar, calciatore serbo (Belgrado, n. 1995)
- Saša Živec, calciatore sloveno (San Pietro, n. 1991)
- Saša Zorić, ex calciatore jugoslavo (Gornji Milanovac, n. 1974)
- Saša Đuričić, ex calciatore croato (Sarajevo, n. 1979)

## Cestiste(1)
- Saša Čađo, cestista serba (Sarajevo, n. 1989)

## Cestisti(9)
- Saša Avramović, ex cestista serbo (Čačak, n. 1993)
- Saša Borovnjak, cestista serbo (Tenin, n. 1989)
- Saša Ciani, cestista sloveno (Šempeter pri Gorici, n. 2003)
- Saša Knežević, ex cestista e modello austriaco (Vienna, n. 1981)
- Saša Marković, ex cestista bosniaco (Tuzla, n. 1977)
- Saša Obradović, ex cestista e allenatore di pallacanestro serbo (Belgrado, n. 1969)
- Saša Radunović, ex cestista jugoslavo (Titograd, n. 1964)
- Saša Vasiljević, ex cestista bosniaco (Osijek, n. 1979)
- Saša Zagorac, ex cestista sloveno (Lubiana, n. 1984)

## Dirigenti sportivi(1)
- Saša Bjelanović, dirigente sportivo e ex calciatore croato (Zara, n. 1979)

## Giocatori di calcio a 5(1)
- Saša Babić, giocatore di calcio a 5 croato (Tenin, n. 1989)

## Modelle(1)
- Saša Zajc, modella slovena (Lubiana)

## Pallavolisti(1)
- Saša Starović, pallavolista bosniaco (Gacko, n. 1988)

## Politici(1)
- Saša Radulović, politico e ingegnere elettronico serbo (Bihać, n. 1965)

## Sciatrici alpine(1)
- Saša Brezovnik, ex sciatrice alpina slovena (n. 1995)

## Scrittori(3)
- Saša Ilić, scrittore serbo (Jagodina, n. 1972)
- Saša Stanišić, scrittore bosniaco (Višegrad, n. 1978)
- Saša Filipenko, scrittore, giornalista e conduttore televisivo bielorusso (Minsk, n. 1984)

## Tennisti(1)
- Saša Tuksar, ex tennista croato (Čakovec, n. 1983)